# Andrei Pop (delegat)
Andrei Pop (n. 1866 – d. 1929, Morlaca, Cluj) a fost un deputat în Marea Adunare Națională de la Alba Iulia, organismul legislativ reprezentativ al „tuturor românilor din Transilvania, Banat și Țara Ungurească”, cel care a adoptat hotărârea privind Unirea Transilvaniei cu România, la 1 decembrie 1918.:p. 77

## Biografie
Andrei Pop s-a născut în anul 1866. A fost Consilier la Curtea de Casație.
A decedat la Morlaca, în 7 iulie 1929.:p. 55

## Activitate politică
Ca deputat în Adunarea Națională din 1 decembrie 1918, Andrei Pop a fost delegat al cercului electoral Huedin..